# Роскино (деревня)
Роскино — деревня в Пронском районе Рязанской области. Входит в Мамоновское сельское поселение

## География
Находится в юго-западной части Рязанской области на расстоянии приблизительно 8 км на юго-восток по прямой от районного центра города Пронск.

## История
В 1859 году здесь (тогда деревня Скопинского уезда Рязанской губернии) было учтено 5 дворов. 

## Население
Численность населения: 69 человек (1859 год), 15 в 2002 году (русские 100%), 13 в 2010.